# Polikarpov I-5
Il Polikarpov I-5 (in caratteri cirillici Поликарпов И-5) era un caccia monomotore biplano realizzato dall'OKB 84 diretto da Nikolaj Nikolaevič Polikarpov insieme con Dmitrij Pavlovič Grigorovič e sviluppato in Unione Sovietica negli anni trenta.
Principale caccia in dotazione alla Sovetskie Voenno-vozdušnye sily (VVS), l'aeronautica militare sovietica, dalla sua introduzione nel 1931 fino al 1936, venne in seguito tolto dalla prima linea e, nel nuovo ruolo di addestratore, assegnato ai reparti di formazione dei piloti.
A seguito dell'inizio dell'Operazione Barbarossa, che distrusse gran parte della flotta aerea militare sovietica, gli I-5 ancora in condizioni di volo vennero equipaggiati con quattro mitragliatrici e rastrelliere per bombe, quindi messi in servizio come aereo da attacco al suolo leggeri ed impiegati anche come bombardiere notturno nel 1941. Vennero ritirati all'inizio del 1942, quando l'industria aeronautica sovietica iniziò a produrre nuovi modelli in quel ruolo e si resero disponibili velivoli di concezione moderna come l'Ilyushin Il-2 Šturmovik.

## Storia del progetto
Nell'ambito del piano quinquennale per lo sviluppo economico dell'Unione Sovietica, nel 1928 venne ordinato all'ufficio di progettazione (OKB) nr. 156 diretto da Andrej Nikolaevič Tupolev di sviluppare un nuovo caccia biplano con costruzione a tecnica mista (metallo e legno/compensato) equipaggiato con un motore radiale Bristol Jupiter VII con l'obbligo di presentare il prototipo entro il 1º settembre 1929. Il nuovo modello, al quale internamente era stata assegnata la sigla ANT-12, assunse la designazione ufficiale I-5 (da Istrebitel, caccia). Parallelamente, l'OKB 84 diretto da Nikolaj Nikolaevič Polikarpov venne incaricato di creare un caccia convenzionale di costruzione lignea, che assunse la designazione Polikarpov I-6, per soddisfare la stessa specifica. Il progetto I-5, iniziato da Pavel Osipovič Suchoj sotto la supervisione di Tupolev, si ritrovò in ritardo a causa della maggiore attenzione rivolta dall'OKB nello sviluppo di bombardieri di grandi dimensioni. Come conseguenza i lavori di sviluppo degli I-5 ed I-6 vennero unificati nel 1929 sotto la direzione di Polikarpov, anche se nessuno dei due progetti riuscì ad essere completato nella data richiesta.
Nikolaj Polikarpov, in seguito ai risultati dei suoi progetti ritenuti insoddisfacenti dal governo, venne arrestato dal Direttorato politico dello Stato (OGPU), la polizia segreta sovietica, nel settembre 1929 con l'accusa di sabotaggio industriale e per questo condannato a morte, sentenza in seguito permutata in dieci anni di reclusione in un campo di lavoro. Nel dicembre 1929 l'OGPU riunì un certo numero di ingegneri aeronautici presso il carcere di Butyrka, compreso Polikarpov, istituendo il Konstruktorskoye Byuro Vnutrenniya Tyurma (KB VT) e la cui direzione venne assegnata a Dmitrij Pavlovič Grigorovič. Nei primi mesi del 1930, il KB VT venne in seguito trasferito sotto la direzione dello stabilimento (Zavod) Nr. 30 situato nell'area dell'aeroporto centrale M.V. Frunze, struttura ora scomparsa nella zona Hodynka, a nord-ovest del centro di Mosca. Poco tempo dopo, alla direzione del gruppo di progettazione Grigorovich venne sostituito da Polkarpov quando il progetto dell'I-5 venne approvato dal OGPU. Il mock-up, realizzato in scala 1:1, venne approvato il 28 marzo 1930 ed il primo prototipo, indicato VT-11 (Vnutrenniya Tyurma), è stato completato il mese successivo.
Il VT-11 venne portato in volo per la prima volta il 30 aprile 1930 equipaggiato con un radiale Jupiter VII originale britannico da 450 hp, dipinto in argento con una linea rossa ed una scritta "VT" rossa sovrapposta alla stella rossa sul timone. Il secondo prototipo, designato VT-12 e motorizzato con uno Jupiter VI, volò il successivo 22 maggio, battezzato con il nome "Kliment Vorošilov". I due prototipi inoltre differivano in alcuni dettagli secondari, come un diverso disegno della coda e nella costruzione del carrello d'atterraggio. Questo determinava una leggera differenza di peso e nelle prestazioni tra i due prototipi, con il secondo leggermente più pesante e più veloce, mentre il primo aveva un leggero vantaggio nell'autonomia e una tangenza di servizio più elevata. Il terzo prototipo, designato VT-13 e che sfoggiava dipinto il motto "Un dono per il XVI Congresso del Partito", venne equipaggiato con un motore radiale di costruzione sovietica, il Bessonov M-15 capace di erogare 600 CV e racchiuso in una cappottatura NACA, ma questo si rivelò inaffidabile e non venne avviato alla produzione.
Il secondo prototipo venne sottoposto alle prove dell'organizzazione ufficiale di stato per le valutazioni (NII) il 13 agosto 1931 ottenendo l'autorizzazione alla produzione in serie che venne iniziata nel mese successivo, il 13 settembre. Uno dei problemi rilevati durante le prove era la tendenza, fase di atterraggio, a ruotare senza controllo di 180° in presenza di vento leggero. Per ovviare al problema venne quindi introdotta una modifica del carrello riducendone l'altezza di 15 cm ed arretrandolo di 12 cm e l'ingegnere che suggerì il cambiamento venne per questo insignito dell'Ordine della Stella Rossa per il suo ingegno. Venne quindi già emesso un ordine di fornitura per dieci esemplari di preproduzione, i quali vennero costruiti fra agosto ed ottobre. Tutti erano dotati di motori di importazione ma introducevano una serie di piccoli miglioramenti che avrebbero poi riguardato i velivoli di produzione e che comprendevano sfoghi d'aria per il raffreddamento del basamento, l'introduzione di un tubo di Pitot e di uno sfogo per pressione statica sull'ala superiore, un poggiatesta sagomato per il pilota ed un'elica metallica con passo variabile regolabile a terra.

### Varianti

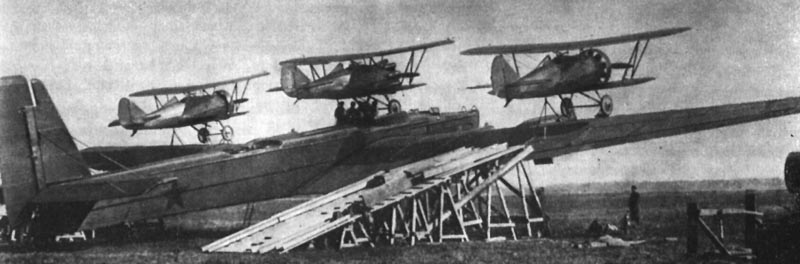
Tre I-5 nel ruolo di caccia parassita issati sulle ali di un Tupolev TB-3 nell'ambito del progetto Zveno.

L'I-5 venne inoltre utilizzato nell'ambito del progetto Zveno atto a valutare la possibilità di trasportare tre esemplari su un bombardiere pesante Tupolev TB-3 [nel ruolo di caccia parassita, posizionandoli uno per lato sopra le ali ed il terzo sopra la fusoliera. L'operazione risultava difficoltosa in quanto i primi due erano issati nella loro posizione con l'ausilio di rampe ma il terzo doveva essere appoggiato sul dorso del velivolo completamente a mano. Questa combinazione risultava così ingombrante che generalmente erano utilizzati esclusivamente come motopropulsore supplementare per il TB-3 nella parte finale del programma. Gli esemplari utilizzati in questi test erano equipaggiato con un diverso carrello d'atterraggio, più lungo e dotato di pneumatici più piccoli come quelli utilizzati nei prototipi.
Una conversione biposto da addestramento, designata I-5UTI (Uchebno-Trenirovochnyy Istrebitel' — addestratore caccia), venne costruita, si ritiene in una ventina di esemplari, in uno dei due stabilimenti di produzione. Caratteristica della versione era la presenza di due abitacoli separati in tandem, con quello originale spostato indietro ed il secondo posizionato di fronte ad esso.

## Tecnica

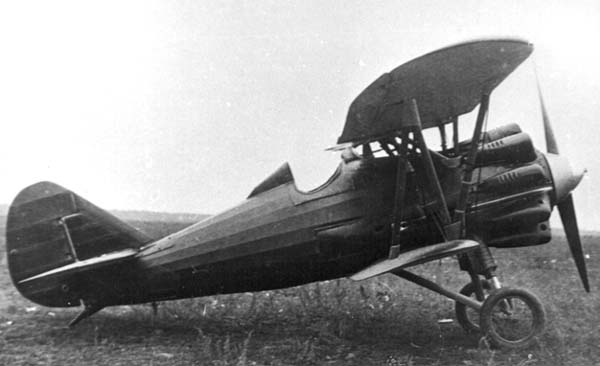
Polikarpov I-5 con cappottatura "a stella".

La macchina era un biplano tradizionale con motore radiale Shvetsov M-22 standard per i progetti sovietici dell'epoca, con progenitore originale nel britannico Bristol Jupiter. La struttura era mista, essendo in acciaio saldato per la fusoliera, legno per la struttura alare e il tutto rivestito in tela verniciata.
Essendo molto leggero, meno di 1 000 kg a vuoto, aveva buone qualità di salita ed un'elevata quota operativa. L'armamento era molto consistente, con una dotazione di 4 mitragliatrici da 7,62 (contro le due normali dell'epoca), che assieme all'ottima maneggevolezza costituivano il maggior pregio del velivolo.

## Impiego operativo
Al 1º ottobre 1931 risultavano già 54 gli I-5 consegnati ai reparti della VVS, diventati 66 alla fine dell'anno. Tutti questi esemplari provenivano dalla Zavod Nr. 1 di Khodinka, ma la Zavod Nr. 21 di Gor'kij iniziò la produzione l'anno successivo con dieci esemplari consegnati nel 1932, 321 nel 1933 e 330 nel 1934. La Zavod Nr. 1 ne costruì altri 76 nel 1932 prima di iniziare la produzione dell'Heinkel HD 37 ridesignato I-7. L'I-5 venne inizialmente fornito alle unità del Distretto militare di Leningrado, Ucraina e Zabajkal'skij, composto da 20% dei reparti da caccia della VVS, il entro la fine del 1932. Nel corso del 1933 vennero iniziate le consegne di unità nei Distretti militari dell'estremo oriente, della Bielorussia e in quello moscovita, che comprendevano il 40% dei reparti da caccia, entro la fine dell'anno. Dalla fine del 1934 la maggior parte dei Polikarpov I-3 e dei Tupolev I-4 era stato sostituito ed iniziarono le consegne all'Aviacija Voenno-Morskogo Flota, l'aviazione di marina della Raboče-Krest'janskij Krasnyj Flot (Flotta Rossa degli operai e dei contadini). L'I-5 cominciò ad essere sostituito dal più recente Polikarpov I-15 nel 1936, e da questo completamente rimpiazzato nel servizio di prima linea dalla fine del 1937, continuando comunque ad essere impiegato come aereo da addestramento avanzato.
Con l'avanzata della Wehrmacht del giugno 1941 in territorio sovietico a seguito dell'inizio dell'Operazione Barbarossa, le consistenti perdite di velivoli di prima linea nella VVS e l'interruzione della produzione determinò il trasferimento degli I-5 dai reparti di addestramento che vennero utilizzati in operazioni belliche nel nuovo ruolo di aereo da attacco al suolo o di bombardiere notturno fino ai primi mesi del 1942. Alcuni vennero assegnati al 605º e 606º reggimento caccia (Istrebitel'nyye Aviatsionyye Polki (IAP)) durante la difesa di Mosca, utilizzati come bombardieri notturni fino alla reintegrazione del loro parco velivoli nel mese di febbraio 1942. Il 2º reggimento da attacco al suolo (Shturmovoy Aviatsionyye Polki (ShAP)) venne istituito nel settembre 1941 e formato attingendo forze dai riservisti e dalla scuola di volo Kachin. Dal 10 ottobre erano trentadue gli I-5 a disposizione anche se le dure condizioni ne avevano ridotto il numero a solo sedici in condizioni di combattere. Al 18 ottobre risultavano ridotti ad una dozzina ed il reparto continuò ad utilizzarli fino al 1º febbraio 1942 quando il reggimento venne ritirato per la conversione al Ilyushin Il-2 e ridesignato 766º ShAP. L'11º ShAP venne formato dal personale dell'aviazione di marina della Flotta del Mar Nero il 22 settembre 1941. Il 18 ottobre risulta avesse a disposizione trentatré I-5, diciotto dei quali in condizioni di combattere, che però si ridussero velocemente ad undici operativi più otto inutilizzabili già al 7 novembre. restarono in servizio fino al 1º febbraio 1942, data nella quale il reggimento venne riorganizzato.

## Versioni
I-5
prima versione di produzione in serie.
I-5bis

I-5UTI
conversione biposto da addestramento, realizzata in una ventina di esemplari.

## Utilizzatori
Unione Sovietica
- Voenno-vozdušnye sily
- Aviacija Voenno-Morskogo Flota

### Principale
- (EN)  Gordon, Yefim and Dexter, Keith. Polikarpov's Biplane Fighters (Red Star, vol. 6). Earl Shilton, Leicester, UK: Midland Publishing, 2002. ISBN 1-85780-141-5
- (EN)  Gordon, Yefim. Soviet Airpower in World War 2. Hinckley, England: Midland Publishing, 2008 ISBN 978-1-85780-304-4
- (RU)  Shavrov V.B. (1985). Istoriia konstruktskii samoletov v SSSR do 1938 g. (3 izd.). Mashinostroenie. ISBN 5-217-03112-3.

### Approfondimenti
- (EN)  Abanshin, Michael E. and Gut, Nina. Fighting Polikarpov, Eagles of the East No. 2. Lynnwood, WA: Aviation International, 1994. ISBN 1-884909-01-9
- (EN)  Ede, Paul and Moeng, Soph (gen. editors) The Encyclopedia of World Aircraft ISBN 1-85605-705-4
- (EN)  Gordon, Yefim and Khazanov, Dmitri. Soviet Combat Aircraft of the Second World War, Volume One: Single-Engined Fighters. Earl Shilton, Leicester, UK: Midland Publishing Ltd., 1998. ISBN 1-85780-083-4
- (EN)  Green, William and Swanborough, Gordon. The Complete Book of Fighters. New York: Smithmark Publishers, 1994. ISBN 0-8317-3939-8.
- (EN)  Gunston, Bill (1995). The Osprey Encyclopedia of Russian Aircraft 1875-1995. London: Osprey. ISBN 1-85532-405-9.
- (EN)  Gunston, Bill (1995). Tupolev Aircraft since 1922. Annapolis, MD: Naval Institute Press. ISBN 1-55750-882-8.
- (FR)  Léonard, Herbert. Les avions de chasse Polikarpov. Rennes, France: Editions Ouest-France, 1981. ISBN 2-85882-322-7
- (EN)  Stapfer, Hans-Heiri. Polikarpov Fighters in Action, Part 1 (Aircraft in Action number 157). Carrollton, TX: Squadron/Signal Publications, Inc., 1995. ISBN 0-89747-343-4